# Ahmed Mahmoud
Ahmed Mahmoud Mohamed Juma Ashoori, meglio noto come Ahmed Mahmoud (in arabo أحمد محمود‎?; Umm Al Quwain, 30 novembre 1989), è un calciatore emiratino, portiere del Khor Fakkan .

## Carriera

### Nazionale
Con la nazionale Under-23 ha partecipato ai XVI Giochi asiatici terminati al secondo posto, anche se non è mai sceso in campo rimanendo in panchina per tutte le 7 partite.

## Palmarès

### Club

#### Competizioni nazionali
- Campionato emiratino: 2 :

Al Ahli Dubai: 2013-2014, 2015-2016
Sharjah: 2018-2019
- UAE Super Cup: 2

Al Ahli Dubai: 2015
Sharjah: 2019
- Coppa di Lega emiratina: 1

Al Ahli Dubai: 2013-2014

### Nazionale
- Giochi asiatici

2010